# Rudnik, Gornji Milanovac
Rudnik (izvirno srbsko Рудник) je naselje v Srbiji, ki upravno spada pod Občino Gornji Milanovac; slednja pa je del Moraviškega upravnega okraja.

## Demografija
V naselju živi 1395 polnoletnih prebivalcev, pri čemer je njihova povprečna starost 41,4 let (40,9 pri moških in 41,8 pri ženskah). Naselje ima 598 gospodinjstev, pri čemer je povprečno število članov na gospodinjstvo 2,85.
To naselje je, glede na rezultate popisa iz leta 2002, večinoma srbsko, a v času zadnjih treh popisov je opazno zmanjšanje števila prebivalcev.
|  |

| Demografija | Demografija     | Demografija     |
| Leto        | Št. prebivalcev | Št. prebivalcev |
| ----------- | --------------- | --------------- |
|             |                 |                 |
|             |                 |                 |
|             |                 |                 |
|             |                 |                 |
| 1948        | 1314            |                 |
| 1953        | 1535            |                 |
| 1961        | 1869            |                 |
| 1971        | 1854            |                 |
| 1981        | 1983            |                 |
| 1991        | 1811            | 1807            |
| 2002        | 1754            | 1706            |
|             |                 |                 |

| Etnična sestava po popisu iz leta 2002 | Etnična sestava po popisu iz leta 2002 | Etnična sestava po popisu iz leta 2002 | Etnična sestava po popisu iz leta 2002 | Etnična sestava po popisu iz leta 2002 |
| -------------------------------------- | -------------------------------------- | -------------------------------------- | -------------------------------------- | -------------------------------------- |
| Srbi                                   | Srbi                                   |                                        | 1.676                                  | 98,24%                                 |
| Makedonci                              | Makedonci                              |                                        | 5                                      | 0,29%                                  |
| Slovenci                               | Slovenci                               |                                        | 4                                      | 0,23%                                  |
| Črnogorci                              | Črnogorci                              |                                        | 3                                      | 0,17%                                  |
| Hrvati                                 | Hrvati                                 |                                        | 3                                      | 0,17%                                  |
| Jugoslovani                            | Jugoslovani                            |                                        | 3                                      | 0,17%                                  |
| Romi                                   | Romi                                   |                                        | 1                                      | 0,05%                                  |
| Neznano                                | Neznano                                |                                        | 7                                      | 0,41%                                  |